# Arabian Journal of Mathematics
Arabian Journal of Mathematics ist eine von der King Fahd University of Petroleum and Minerals bei SpringerOpen herausgegebene englischsprachige mathematische Fachzeitschrift. Sie veröffentlicht Arbeiten aus allen Bereichen der reinen und angewandten Mathematik.